# Вангел Попхристов
Вангел Попхристов (изписване до 1945 година: Вангелъ попъ Христовъ) е български и революционер, костурски районен войвода на Вътрешната македоно-одринска революционна организация.

## Биография
Роден е в костурското село Брещени, днес Авги, Гърция. Влиза във ВМОРО и изпълнява терористични задачи. На 15 срещу 16 ноември в Маняк войска обгражда Вангел Попхристов, Кузо Димитров, Христо Четирски и Аргир Дренички и след сражение на разсъмване с щурм четиримата пробиват обсадата и се спасяват в гората. За наказание войската арестува мирните селяни Атанас Василев, Петър Типов и Димитър Аргиров.
Заедно с Андон Брещенски убиват Ахмед бей от село Желегоже, Костурско. В 1907 година е определен за войвода на Костенарията. Но на път за района си загива в Жупанища заедно е Митре Влаха, Андон Брещенски и Ильо Въмбелски. Погребан е заедно с другарите си в Апоскеп, след като телата им са изложени на показ в Костур.
На 13 март 1907 година, районната чета на ВМОРО влиза в Жупанища и наказва със смърт предателите Кольо Гечов, Ставро Шишов и Димитър Апостолов, както и издалия комитетски тайни Христо Попов, което обаче според костурския ръководител на ВМОРО Георги Христов е грешка, тъй като предателството не се дължи на тях.
Георги Константинов Бистрицки пише за него:
| „ | Вангел п. Христов от с. Брещени, неразделим другар на съселянина си Доно Брещенски във всички борби, съучастник в засадата на нестрамколския кръвопиец Асим от с. Четирок и един от убийщите на деребея-кръволок Ахмед бей от с. Желегоже, назначен за костенарийски войвода, не встъпи в Костанарията като такъв, а придружи до гроба еднаквия си по зла съдба другар Доно и многозаслужилия си любим учител Митре Влаха в поменатото кърваво сражение в с. Жупанища. | “ |